# Хуторянська гора
Хуторянська гора — ландшафтний заказник місцевого значення. Об'єкт розташований на території Мар'їнського району Донецької області, .
Площа — 34,3787 га, статус отриманий у 2013 році.